# مولیاوالای
مولیاوالای (به لاتین: Mulliyawalai) یک منطقهٔ مسکونی در سری‌لانکا است که در ناحیه مولایتیوو واقع شده‌است.